# 中村是公
中村 是公（なかむら よしこと、通称: なかむら ぜこう、なかむら これきみ、1867年12月20日（慶応3年11月25日） - 1927年（昭和2年）3月1日）は、日本の官僚・実業家・政治家である。南満洲鉄道株式会社（満鉄）総裁、鉄道院総裁、東京市長、貴族院議員などを歴任した。
作家・夏目漱石の親友としても知られ、官僚出身らしからぬ豪放磊落な性格で、「べらんめい総裁」「フロックコートを着た猪」「独眼龍」などの異名をとった。

## 生涯

### 出身と名前
安芸国佐伯郡五日市村（現・広島県広島市佐伯区五日市町）に酒造業・柴野宗八の五男として生まれる。柴野家の墓は現在でも広島県佐伯区五日市の光禅寺にある。
兄は大審院検事・鈴木宗言。養子先が岩国（山口県）の中村家だったので山口出身とも紹介されることも多い。
名前は、初めは柴野姓で、幼名は登一（といち）、名を是公（よしこと）と読むが皆、「ぜこう」と呼んだ。第一高等中学校（のちの一高）で同期であった夏目漱石なども「ぜこう、ぜこう」と呼び捨てにし、是公は是公で漱石のことを「金ちゃん」と呼んだ。是公の次男・小次郎によると、是公が外国旅行に使った鞄にはY.NAKAMURAとあったという。「これきみ」とも呼ばれた。

### 大蔵官僚から台湾総督府へ
五日市小学校から、広島尋常中学（現・広島国泰寺高等学校）から第一高等中学校を経て明治26年（1893年）、東京帝国大学法科大学を卒業し、大蔵省に入省。大臣官房第二課に配属。中村家に養子にいくことになったのは第一高等中学校の在学時。
秋田県収税長を経て、台湾総督府に赴任する。ここで、民政局長（のちに民政長官）として赴任してきた後藤新平との出会いが是公の一生を左右した。是公は祝辰巳、宮尾舜治とともに後藤腹心の三羽烏といわれ、台湾総督府事務官、臨時台湾土地調査局長、専売局長などを歴任し、総督府の総務局長兼財務局長に抜擢される。後藤との深い信頼関係は一生続くこととなる。

### 満鉄時代

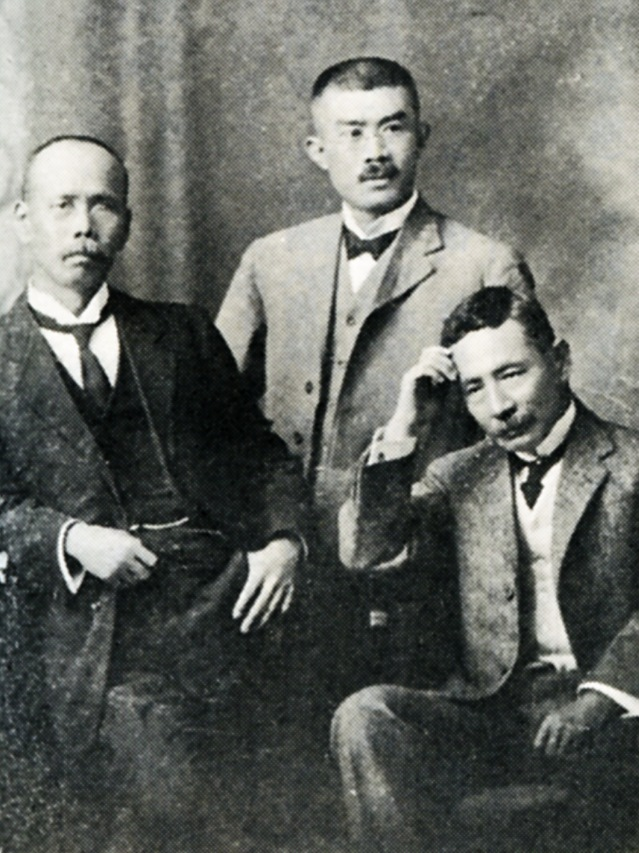
中村是公（左） と犬塚信太郎（中）、夏目漱石（右）

1904年（明治37年）、日露戦争が始まり、1905年（明治38年）、ポーツマス条約が結ばれる。その結果、日本は現在中国の遼東半島の租借権と、長春以南の東清鉄道つまり南満洲鉄道の利権をロシアから引き継ぐことになった。
台湾統治で実績を挙げていた後藤は、半官半民の国策会社・南満洲鉄道（満鉄）の総裁となり、40そこそこの是公を副総裁に抜擢した。後藤は「午前八時の男でやろう」と是公に人事を任せ、若い人材を登用させた。三井物産の門司支店長から抜擢された犬塚信太郎に至ってはわずか32歳であったが、人物・識見を買われて理事となった。是公は後藤の意向で一時関東都督府民政長官となり、同時に満鉄副総裁の事務も取り扱った。
1908年、後藤が2年で逓信大臣に抜擢されて満鉄を去ることになると、彼は若すぎるとの批判を押し切って是公を第2代満鉄総裁に据えた。満鉄総裁としては一番長く5年間務め上げ、後藤のプランに従って満鉄の基礎を作った。後藤が「大風呂敷」といわれたのに対し、その仕事ぶりは「ジミ主義」（東京朝日新聞）といわれた。
但し、中村は満洲をスポーツの先進地域とした中心人物の一人とされ、満鉄内に早くに満鉄運動会を組織してスポーツを奨励。1909年9月、大学予備門以来の親友・夏目漱石を満洲に招待し、その経験を『満韓ところどころ』に発表したが、夏目の渡満時に中村は大連最初の対外試合、アメリカ東洋艦隊と満鉄若葉会の試合を観戦中で、まだ野球は珍しかった時代であった。当時の満洲は大日本帝国の辺境的位置付けではあったが、やがて「運動王国の満洲」「日本のフィンランド」とも呼ばれるようになった。同年10月26日、ハルビン事件で伊藤博文が暗殺された現場に居合わせ、中村にも銃弾が2発かすったが、ほぼ無傷だった。
1913年（大正2年）12月、第1次山本内閣の内務大臣だった立憲政友会の原敬の横車で、心ならずも職を追われることになった。満鉄に対する政党の介入のはじめであった。副総裁の国沢新兵衛ら、ほとんどの役員が是公に殉じて辞めた。
菊池寛は「満鉄外史」で次のように是公の業績を総括している。
また是公は夏目漱石の大学予備門以来の親友としても知られるが、満鉄総裁時代に夏目を満洲に招待し、夏目はその経験を「満韓ところどころ」に発表した。

### 鉄道院時代
1917年（大正6年）5月16日、終身の貴族院議員に勅選された。これは寺内内閣の内務大臣兼鉄道院総裁であった後藤新平の働きかけによるものだった。後藤は自らの鉄道広軌化の方針を推進するため議会対策として腹心の是公を貴族院に送り込んだわけである。まもなく同年5月21日、後藤は是公を鉄道院副総裁に任じ、脇を固めることになった。
1918年（大正7年）4月23日、後藤が外務大臣に横滑りすると、後藤が兼任していた鉄道院総裁には、是公が就任した。しかし9月29日、寺内内閣は総辞職し、是公はわずか半年で鉄道院総裁を追われることになった。

### 東京市長時代
1923年（大正12年）9月1日、関東大震災が発生した。1924年（大正13年）10月8日、後藤の強い推薦により、第9代東京市長となり、震災後の東京の復興に取り組んだ。大正15年（1926年）6月の市会議員選挙で憲政会が圧勝したのを機に辞職した。その後、しばらく悠々自適の生活を送るが、1927年（昭和2年）3月1日、親友漱石と同じ胃潰瘍で急死した。享年60。墓所は雑司ヶ谷霊園。

## 邸宅
中村は1915年（大正4年）、東京・渋谷町（後の渋谷区羽澤町、現在の渋谷区広尾）に、敷地面積約3,000坪の自邸を構えた。
この土地・家屋は中村の死後所有者を代え、1950年（昭和25年）からは「羽澤ガーデン」として営業、囲碁将棋の名勝負の舞台として、また結婚式場、レストランなどとして親しまれた。その後、羽澤ガーデンは2005年（平成17年）12月をもって営業を終了した。跡地については分譲マンションの開発が提示されたため、再開発の差し止めと保全を求める運動が起こり訴訟にも発展したが、最終的に建物や庭園の一部を保存することで和解が成立した。

## 親族
- 藤田八郎 - 三女の夫。最高裁判所裁判官。
- 富井周-  四女の夫。男爵。駐アルゼンチン大使。駐カナダ公使。
- 上原七之助 - 五女の夫。貴族院子爵議員。

## 逸話
- 夏目漱石の小説『こゝろ』に登場する「K」の背景設定として、中村の身の上が利用されている。「K」は、漱石の親友3人をミックスしてつくられたキャラクターである。
- 予備門時代の中村は、「成立学舎」の出身者らを中心に、夏目漱石、中川小十郎、太田達人、佐藤友熊、橋本左五郎らとともに「十人会」を組織している。
- 第一高等中学校時代の1889年4月10日、隅田川で行われた第三回帝大帝大競漕会で中村は柴野姓で二番を漕ぎ、高等商業学校（のちの商大、一橋大学）を破って優勝した。中村はこのレースで勝った記念に、学校からもらった『ハムレット』ともう一冊を「おれは書物なんかいらないから」と言って二冊とも漱石に贈った[2]。
- 「フロックコートを着た猪」とまで形容されるほど剛直な是公であったが、台湾総督府時代、土地調査事業を行なっているとき、後藤新平に「馬鹿！お前のお陰で土地調査の仕事はまるで台無しになった！」と叱責されたところ脳貧血を起こしてふらふらと倒れるなど、意外と繊細なところがあった。
- 原敬の地元である岩手県の山田線の建設が国会で問題になった時、本会議や予算委員会で執拗に反対したため、鉄道大臣の元田肇が原と共に盛岡を訪れた際には『貴族院の中村是公のごときは、「盛岡より山田に至る間はボウボウたる原野にして猿住める国なり、国家は巨費を投じて猿を乗せんとするや」と極端な反対をなせり、余はこれに答えて大森林や鉱山の天与の宝庫である、なんの不利なるや、と反論したのである。』と講演のネタにされた。

## 栄典
位階
- 1918年（大正7年）10月21日 - 従三位[12]

勲章等
- 1906年（明治39年）11月26日 - 勲三等旭日中綬章[13]
- 1927年（昭和2年）3月1日 - 帝都復興記念章[14]